# 亚历山大·别克托夫
亚历山大·弗拉基米罗维奇·别克托夫（俄語：Александр Владимирович Бекетов，1970年3月14日—），俄罗斯男子击剑运动员。他曾获得1996年夏季奥运会击剑比赛男子重剑个人金牌和男子重剑团体银牌。